# Transition (Kybernetik)
Transition ist ein zentraler Begriff der Kybernetik. Als Transition bezeichnet W. Ross Ashby die Veränderungen (Prozess) einer kybernetischen Variablen (Operand). Die Transition ist bestimmt, wenn man sagt, welcher Zustand im Folgezeitpunkt welchem Zustand im Urzeitpunkt entspricht. Die Variable bleibt, ihr Wert verändert sich. Es gibt auch die leere Transition.